# Onychodactylus zhaoermii
Espèce
Onychodactylus zhaoermii est une espèce d'urodèles de la famille des Hynobiidae.

## Répartition
Cette espèce est endémique du Liaoning en Chine. Elle se rencontre dans les monts Qian et la péninsule du Liaodong.
Sa présence est incertaine au Jilin et en Corée du Nord.

## Étymologie
Cette espèce est nommée en l'honneur d'Er-mi Zhao.

## Publication originale
- Poyarkov, Che, Min, Kuro-o, Yan, Li, Iizuka & Vieites, 2012 : Review of the systematics, morphology and distribution of Asian Clawed Salamanders, genus Onychodactylus (Amphibia, Caudata: Hynobiidae), with the description of four new species. Zootaxa, no 3465, p. 1–106.